# Athlétisme aux Jeux panaméricains de 1975
Navigation
Résultats des épreuves d'athlétisme des Jeux panaméricains de 1975 disputés à Mexico du 12 au 26 octobre 1975.

## Faits marquants
Le Brésilien João Carlos de Oliveira établit un nouveau record du monde du triple saut en réalisant 17,89 m.

## Résultats

### Hommes
| Épreuves             | Or                                                                              | Argent                                                                            | Bronze                                                                    |
| -------------------- | ------------------------------------------------------------------------------- | --------------------------------------------------------------------------------- | ------------------------------------------------------------------------- |
| 100 m                | Silvio Leonard 10 s 15                                                          | Hasely Crawford 10 s 21                                                           | Hermes Ramírez 10 s 34                                                    |
| 200 m                | James Gilkes 20 s 43                                                            | Larry Brown 20 s 69                                                               | Mike Sands 20 s 98                                                        |
| 400 m                | Ronnie Ray 44 s 45                                                              | Alberto Juantorena 44 s 80                                                        | Delmo da Silva 45 s 53                                                    |
| 800 m                | Luis Medina 1 min 47 s 98                                                       | Leandro Civil 1 min 48 s 75                                                       | Carlos Martínez 1 min 48 s 78                                             |
| 1 500 m              | Tony Waldrop 3 min 45 s 09                                                      | Carlos Martínez 3 min 45 s 98                                                     | Luis Medina 3 min 49 s 84                                                 |
| 5 000 m              | Domingo Tibaduiza 14 min 2 s 00                                                 | Theodore Castaneda 14 min 3 s 20                                                  | Rodolfo Gómez 14 min 5 s 25                                               |
| 10 000 m             | Luis Hernández 29 min 19 s 28                                                   | Rodolfo Gómez 29 min 21 s 22                                                      | Domingo Tibaduiza 29 min 25 s 45                                          |
| Marathon             | Rigoberto Mendoza 2 h 25 min 3 s                                                | Chuck Smead 2 h 25 min 32 s                                                       | Tom Howard 2 h 25 min 46 s                                                |
| 3 000 mètres steeple | Mike Manley 9 min 4 s 29                                                        | José Andrade Silva 9 min 5 s 31                                                   | Octavio Guadarrama 9 min 15 s 00                                          |
| 110 mètres haies     | Alejandro Casañas 13 s 44                                                       | Danny Smith 13 s 72                                                               | Arnaldo Bristol 13 s 74                                                   |
| 400 mètres haies     | James King 49 s 60                                                              | Ralph Mann 50 s 04                                                                | Alfonso Damaso 50 s 19                                                    |
| 20 km marche         | Daniel Bautista 1 h 33 min 6 s                                                  | Domingo Colín 1 h 33 min 59 s                                                     | Larry Young 1 h 37 min 54 s                                               |
| Relais 4×100 m       | États-Unis Bill Collins Clancy Edwards Larry Brown Donald Merrick 38 s 31       | Cuba Pablo Montes José Triana Alejandro Casañas Hermes Ramírez 38 s 46            | Canada Hugh Fraser Marvin Nash Robert Martin Albin Dukowski 38 s 86       |
| Relais 4×400 m       | États-Unis Herman Frazier Robert Taylor Maurice Peoples Ronnie Ray 3 min 0 s 76 | Cuba Eddy Gutiérrez Alberto Juantorena Carlos Álvarez Dámaso Alfonso 3 min 2 s 82 | Canada Randy Jackson Brian Saunders Glenn Bogue Don Domansky 3 min 3 s 92 |
| Saut en hauteur      | Tom Woods 2,25 m                                                                | John Beers 2,17 m                                                                 | Rick Cuttell 2,17 m                                                       |
| Saut à la perche     | Earl Bell 5,40 m                                                                | Bruce Simpson 5,20 m                                                              | Roberto Moré 5,20 m                                                       |
| Saut en longueur     | João Carlos de Oliveira 8,19 m                                                  | Arnie Robinson 7,94 m                                                             | Al Lanier 7,91 m                                                          |
| Triple saut          | João Carlos de Oliveira 17,89 m (WR)                                            | Tommy Haynes 17,20 m                                                              | Milan Tiff 16,98 m                                                        |
| Lancer du poids      | Bruce Pirnie 19,28 m                                                            | Bishop Dolegiewicz 19,18 m                                                        | Terry Albritton 19,18 m                                                   |
| Lancer du disque     | John Powell 62,36 m                                                             | Julián Morrison 59,88 m                                                           | Jay Silvester 59,82 m                                                     |
| Lancer du marteau    | Larry Hart 66,56 m                                                              | Ángel Cabrera 65,24 m                                                             | Scott Neilson 64,56 m                                                     |
| Lancer du javelot    | Sam Colson 83,82 m                                                              | Juan Jarvis 82,30 m                                                               | Raúl Fernández 72,90 m                                                    |
| Décathlon            | Bruce Jenner 8 045 pts                                                          | Fred Dixon 8 019 pts                                                              | Jesús Mirabal 7 582 pts                                                   |

### Femmes
| Épreuves          | Or                                                                                        | Argent                                                                       | Bronze                                                                          |
| ----------------- | ----------------------------------------------------------------------------------------- | ---------------------------------------------------------------------------- | ------------------------------------------------------------------------------- |
| 100 m             | Pam Jiles 11 s 38                                                                         | Patty Loverock 11 s 41                                                       | Marjorie Bailey 11 s 42                                                         |
| 200 m             | Chandra Cheeseborough 22 s 77                                                             | Pam Jiles 22 s 81                                                            | Silvina Pereira 23 s 17                                                         |
| 400 m             | Joyce Yakubowich 51 s 62                                                                  | Debra Sapenter 52 s 22                                                       | Lorna Forde 52 s 36                                                             |
| 800 m             | Kathy Weston 2 min 04 s 93                                                                | Abby Hoffman 2 min 06 s 93                                                   | Joan Wenzel 2 min 06 s 93                                                       |
| 1 500 m           | Jan Merrill 4 min 18 s 32                                                                 | Thelma Wright 4 min 22 s 32                                                  | Abby Hoffman 4 min 26 s 25                                                      |
| 100 m haies       | Edith Noeding 13 s 56                                                                     | Debbie LaPlante 13 s 68                                                      | Marlene Elejalde 13 s 80                                                        |
| Relais 4 × 100 m  | États-Unis Pamela Jiles Brenda Morehead Chandra Cheeseborough Martha Watson 42 s 90       | Cuba Marlene Elejalde Fulgencia Romay Silvia Chivás Carmen Valdés 43 s 65    | Canada Patty Loverock Marjorie Bailey Joanne McTaggart Joyce Yakubowich 43 s 68 |
| Relais 4 × 400 m  | Canada Joyce Yakubowich Margaret McGowen Rachelle Campbell Joanne McTaggart 3 min 30 s 36 | États-Unis Debra Sapenter Kathy Weston Sharon Dabney Pat Helms 3 min 30 s 64 | Cuba Aurelia Pentón Eia Cabreja Asunción Acosta Rosa López 3 min 31 s 65        |
| Saut en hauteur   | Joni Huntley 1,89 m                                                                       | Louise Walker 1,86 m                                                         | Andrea Bruce 1,83 m                                                             |
| Saut en longueur  | Ana Alexander 6,63 m                                                                      | Martha Watson 6,57 m                                                         | Kathy McMillan 6,49 m                                                           |
| Lancer du poids   | María Elena Sarría 18,03 m                                                                | Hilda Ramírez 17,28 m                                                        | Lucette Moreau 16,98 m                                                          |
| Lancer du disque  | Carmen Romero 60,16 m                                                                     | María Betancourt 58,52 m                                                     | Jane Haist 53,12 m                                                              |
| Lancer du javelot | Sherry Calvert 54,70 m                                                                    | María Beltrán 54,36 m                                                        | Beth Cannon 48,64 m                                                             |
| Pentathlon        | Diane Jones 4 673 pts                                                                     | Gale Fitzgerald 4 486 pts                                                    | Andrea Bruce 4 391 pts                                                          |

## Tableau des médailles
| Rang | Nation            | Or | Argent | Bronze | Total |
| ---- | ----------------- | -- | ------ | ------ | ----- |
| 1    | États-Unis        | 19 | 13     | 7      | 39    |
| 2    | Cuba              | 7  | 11     | 8      | 26    |
| 3    | Canada            | 4  | 7      | 11     | 22    |
| 4    | Mexique           | 2  | 3      | 3      | 8     |
| 5    | Brésil            | 2  | 1      | 2      | 5     |
| 6    | Colombie          | 1  | 0      | 1      | 2     |
| 7    | Pérou             | 1  | 0      | 0      | 1     |
| 7    | Guyana            | 1  | 0      | 0      | 1     |
| 9    | Bahamas           | 0  | 1      | 1      | 2     |
| 10   | Trinité-et-Tobago | 0  | 1      | 0      | 1     |
| 11   | Jamaïque          | 0  | 0      | 2      | 2     |
| 12   | Barbade           | 0  | 0      | 1      | 1     |
| 12   | Porto Rico        | 0  | 0      | 1      | 1     |